# Joseph Tardieu
Pour les articles homonymes, voir Tardieu (patronyme).
Joseph Tardieu, né le 18 février 1889 à Thueyts et mort pour la France le 1er juin 1941 à Conakry, est un militaire, agriculteur et résistant français, Compagnon de la Libération. Sous-officier expérimenté des troupes coloniales, il s'illustre lors de la première guerre mondiale au cours de laquelle il est grièvement blessé. Il devient ensuite commerçant et agriculteur en Afrique. Lors de la seconde guerre mondiale, trop âgé pour combattre, il met en place un réseau de résistance mais est arrêté par le régime de Vichy et meurt de maladie en détention faute de soins adéquats.

## Biographie

### Jeunesse
Joseph Tardieu naît le 18 février 1889 à Thueyts en Ardèche. Désirant devenir militaire, il entre en août 1905 à l'école militaire préparatoire de Saint-Hippolyte-du-Fort puis s'engage le 18 février 1907 au 8e régiment d'infanterie coloniale,. En mars 1910, il est muté au 22e régiment d'infanterie coloniale (22e RIC) puis au 11e régiment d'infanterie coloniale en octobre de la même année. Stationné en Cochinchine avec son régiment, il est promu caporal le 1er novembre 1912 puis sergent un an plus tard. Retourné dans les rangs du 22e RIC en janvier 1914, il est rapatrié en France en février suivant, se réengage pour cinq ans et est promu sergent-fourrier le 16 mai.

### Première Guerre mondiale
Envoyé dans la zone des armées avec son régiment, Joseph tardieu est promu sergent-major le 1er septembre 1914 et participe à la bataille de la Marne et à la première bataille de Champagne,. Au cours de cette dernière, il est grièvement blessé par un éclat d'obus lors de la prise du fortin de Beauséjour le 25 février 1915. À cette occasion, il reçoit une citation à l'ordre du régiment ainsi qu'une citation à l'ordre de la 2e division d'infanterie coloniale. Désigné pour servir en Afrique-Occidentale française, il est muté au 32e bataillon de tirailleurs sénégalais en décembre 1915 et part pour la Guinée. Muté au 53e bataillon de tirailleurs sénégalais en mars 1916 puis au bataillon de tirailleurs sénégalais de la Guinée en mai suivant, il est promu adjudant le 27 janvier 1917 et passe le reste de la guerre en Guinée.

### Entre-Deux-Guerres
Réengagé pour trois ans, il quitte la Guinée en mars 1920 et retrouve le 22e RIC en métropole. Il retourne très vite en Afrique où il est réaffecté au Sénégal de décembre 1920 à mars 1921. Promu adjudant-chef le 1er mars 1921, il quitte l'armée le 18 février 1922 et se retire en Guinée. Installé à Sougueta, dans le cercle de Kindia, il y devient commerçant puis planteur,.

### Seconde Guerre mondiale
Joseph Tardieu se trouve toujours en Afrique au début de la seconde guerre mondiale. Trop âgé pour reprendre du service, il apprend impuissant l'invasion de la France par l'Allemagne. Cependant, lorsqu'est signé l'armistice du 22 juin 1940, il décide d'agir et entre en contact avec des troupes françaises ayant rejoint les britanniques de la Sierra Leone voisine. Dès lors, Tardieu et son gendre organisent un réseau de résistance et de renseignement, acheminant du courrier clandestin, hébergeant et ravitaillant les hommes voulant fuir le régime de Vichy et rejoindre les forces françaises libres (FFL) dans les colonies britanniques où les colonies françaises ralliées à la France libre. Mais malgré leurs précautions, le réseau est repéré par les autorités vichysoises. Le 9 avril 1941, un homme voulant rejoindre les FFL par l'intermédiaire du réseau est pris en filature. Le transfert peut s'effectuer de façon normale mais permets aux autorités de localiser les membres du groupe. Le 11 avril, Joseph Tardieu est arrêté, le lendemain de son gendre. Les deux hommes sont incarcérés à la prison de Kindia où l'hygiène est déplorable. Déjà souffrant auparavant, les conditions de détention détériorent la santé de Joseph Tardieu qui réclame des soins qui lui sont refusés.
Le 20 mai, il est déjà mourant quand Vichy le fait transférer vers Dakar par train. En cours de route, à Mamou, un médecin local qui l'examine exige son transfert immédiate à l'hôpital de Conacry. Soigné à l'hôpital Ballay de Conacry, Joseph Tardy y meurt le 1er juin 1941 et est inhumé au cimetière Boulbinet de cette ville.

## Décorations
|  |  |  |  |  |  |
|  |  |  |  |  |  |
|  |  |  |  |  |  |

| Chevalier de la Légion d'honneur                                           | Chevalier de la Légion d'honneur                                           | Chevalier de la Légion d'honneur                                           | Compagnon de la Libération À titre posthume, par décret du 14 novembre 1944 | Compagnon de la Libération À titre posthume, par décret du 14 novembre 1944 | Compagnon de la Libération À titre posthume, par décret du 14 novembre 1944 | Médaille militaire | Médaille militaire | Médaille militaire |
| Croix de guerre 1914-1918 Avec une étoile d'argent et une étoile de bronze | Croix de guerre 1914-1918 Avec une étoile d'argent et une étoile de bronze | Croix de guerre 1914-1918 Avec une étoile d'argent et une étoile de bronze | Croix de guerre 1939-1945                                                   | Croix de guerre 1939-1945                                                   | Croix de guerre 1939-1945                                                   | Médaille coloniale | Médaille coloniale | Médaille coloniale |
| Médaille commémorative de la guerre 1914-1918                              |                                                                            |                                                                            |                                                                             |                                                                             |                                                                             |                    |                    |                    |

## Hommages
- À Thueyts, son nom est inscrit sur le monument aux Morts de la commune[7].
- À Conacry, son nom est mentionné sur une stèle commémorative[8].